# Gefle IF
A Gefle IF, teljes nevén Gefle Idrottsförening egy svéd labdarúgócsapat.  Neve Gävle város régebbi kiejtése, ahol a klub székhelye van. A klubot 1882-ben alapították, amely összesen megalakulása óta 15 szezont játszott az első osztályban, az Allsvenskan-ban, amelyek közül az elsőt az 1933-34-es kiírásban. Teljesítményüknek köszönhetően azonban huzamosabb időre nem tudták megvetni a lábukat az élvnonalban, amely miatt sokszor estek ki a svéd második vonalba, a Superettan-ba, ahonnan 2024-es esztendőben - 15. helyezettként - kiestek a svéd harmadosztályba, az Ettan Norra-ba. A labdarúgócsapat színei egyebekben a kék és a fehér, amelyet a hazai pályájuknak számító, Gavlevalllen nevű stadionban öltenek magukra.
Jelenleg a csapat edzői stábja: Tim Markström, elnök; Rawez Laven, vezetőedző, Mattias Hall, segédedző, Maria Apel, fizikai tréner, Malin Söderqvist, fizikai tréner és Göran Larsson, anyagspecialista.

## Sikerek
- Kupa:
  - Döntős (1): 2006
- Rosenska Pokalen:
  - Győztes (3): 1899, 1900, 1902

## Jelenlegi keret
2009. január 1. szerint.